# Koranakote, Hosanagara
Koranakote là một làng thuộc tehsil Hosanagara, huyện Shimoga, bang Karnataka, Ấn Độ.